# Леонтьев, Леонид Сергеевич
Леонид Сергеевич Леонтьев (28.3(9.4). 1885, Петербург — 6.6.1942, Пермь) — русский и советский, ленинградский артист балета, балетмейстер и педагог. Создатель новой школы мимической игры балетных актёров. Заслуженный артист РСФСР (1932). В 1920 и 1922—1925 годах был управляющим балетной труппой Государственного театра оперы и балета.

## Биография
Хореографическое образование получил в Петербургском театральном училище, которое окончил в 1903 году по классу Н. Г. Легата. Среди его учителей также называют П. Карсавина. Уже учеником принимал участие в спектаклях. В балете П. И. Чайковского «Щелкунчик» он исполнял роли сначала Полишенеля, затем Фрица и далее самого Щелкунчика. В мае 1903 он выступил на сцене Мариинского театра в pas de deux из балета «Приказ короля». Его хвалили за блестящую технику. Сразу по окончании училища Леонтьев поступил в балетную труппу Мариинского театра.
В 1903 году он дебютировал в партии Пьера в балете Армсгеймера «Привал кавалерии». Артист имел небольшой рост и не отличался внешней привлекательностью, поэтому, несмотря на хорошую подготовку, не мог претендовать на первые роли классического репертуара. Долгое время он выступал в дивертисментных номерах, например па-де-де. Критика иногда отмечала хорошую технику исполнения, но способности актёра в то время ещё не проявлялись.
Его педагог Николай Легат пытался проявить способности актёра и при постановке в 1907 году балета Фомы Гартмана «Аленький цветочек» дал ему роль Цветка; в ярко-алом костюме Леонтьев практически весь спектакль был на сцене и участвовал в танцах всех основных персонажей, но вероятно роль была лишена смыслового содержания и как-то потерялась. Критика не заметила этой роли и обошла её молчанием. В том же году Н. Легат дал ему роль Кузнечика в балете Н. С. Кроткова «Капризы бабочки». Кузнечик был безнадёжно и верно влюблён в красавицу Бабочку, которая предпочла ему Соловья, но тот после краткого романа склюнул Бабочку. Кузнечик оплакивает гибель своей недалёкой возлюбленной. В этой роли недостатки внешности актёра отвечали требуемой фактуре, комическая форма сочеталась с трагическим содержанием, что во многом предопределило предопределило успех исполнения, роль надолго осталась за Леонтьевым, предопределяя трагикомическое амплуа актёра.
Успешнее было сотрудничество с Михаилом Фокиным. Балетмейстер-новатор стремился к большему реализму в балетных спектаклях, в том числе и к драматической игре актеров. Он, видимо, почувствовал в танцовщике талант драматического актёра и помог его проявить. Первым опытом совместной работы была роль негра в «Эвнике» композитора А. В. Щербачева. Ослепительная искренняя улыбка слуги Петрония была замечена администрацией. После этого ему дали роль Меркурио в балете традиционного репертуара «Пробуждение Флоры» на музыку Риккардо Дриго, поставленном ранее М. Петипа. Легат дал ему роль Фавна во «Временах года» на музыку А. Глазунова, восстановленных в 1907 году к 25-летию творческой деятельности Глазунова.
В 1908—1910 годах выступал в труппе С. Дягилева.
Как важную веху в биографии танцовщика критика отмечает партию Арлекина в балете «Карнавал» на музыку Р. Шумана, поставленном М. М. Фокиным 20 февраля 1910 года для благотворительного концерта. Балет, который был задуман как интермедия, неожиданно приобрёл собственное звучание. 
У Дягилева балет появился также в сезоне 1910 года с В. Нижинским в роли Арлекина. Исполнение Нижинского открывало новые горизонты для балета.
«Карнавал» решили поставить в Мариинском театре; работа над балетом шла год и «Карнавал» появился на сцене с Леонтьевым в роли Арлекина лишь 6 февраля 1911 года. Исполнение Леонтьева было более традиционным, но имело большое значение для него лично. В этой роли он показал замечательную мимическую игру, сумел показать народного героя, веселого затейника, озорника.
Леонтьев стал мастером гротескно-комедийного амплуа. В 1912 году в поставленном М. М. Фокиным «Павильоне Армиды» Н. Н. Черепнина он блестяще исполнил танец Шута. В той же манере Леонтьев играл роль Санчо Панса в балете Людвига Минкуса «Дон Кихот» в редакции А. А, Горского в 1915 году. Исполнение было успешным.
Вероятно, Л. С. Леонтьеву доверяли коллеги и после Октябрьской революции 1917 года коллектив избирал его на руководящие должности: он возглавлял балетную труппу театра в 1920 и 1922—1925 годах; в 1918—1920 годах возглавлял театральное училище. Работал Леонтьев добросовестно; в истории не осталось каких-либо сведений о конфликтах, но, видимо, особыми организаторскими талантами он не отличался и его руководство было кратковременным.
Л. С. Леонтьев продолжал преподавать классический мужской танец и мимическую игру, однако и в этой сфере не проявил выдаюшихся способностей. Он выступил и как балетмейстер, восстанавливая старые и создавая новые балеты, а также танцы в операх. Но и в этой сфере его деятельность была кратковременной. Его талант проявлялся прежде всего в непосредственной игре на сцене, в которой его признают за создателя новой школы мимической игры.
Наиболее удачной его ролью, видимо, был Петрушка в одноимённом балете. Этот балет И. Стравинского, впервые поставленный М. Фокиным во время Русских сезонов 13 мая 1911 в театре «Шатле» был знаком Леонтьеву по работе у Дягилева. Он восстановил его на петроградской сцене 20 ноября 1920 года, исполнив главную роль, что стало его большим творческим достижением. В этой роли максимально проявился его талант трагического актёра. Одновременно Леонтьев как бы полемизировал с прославленным исполнителем этой роли В. Нижинским. Образ Нижинского принадлежит эстетике декаденса, он символизирует трагедию духа. Леонтьев же тяготеет к реализму, в его исполнении это просто большая человеческая трагедия.
В 1920-е и 1930-е годы Л. С. Леонтьев играл многие мимические роли. Для его исполнения был характерен отказ от наигранных штампов. Он умел показать подлинные человеческие чувства. Из ролей позднего репертуара критики выделяют роль банкира Камюзо в балете Б. Асафьева по повести О. Бальзака «Утраченные иллюзии» поставленном балетмейстером Р. Захаровым 3 января 1936 года. Балет, являющийся типичным примером хореодрамы, преобладавшей в советском балете 1930-х годов, предъявлял повышенные требования в первую очередь к актёрскому мастерству исполнителей. Леонтьев смог показать убедительно человеческую трагедию успешного человека, внезапно сломленного изменой любовницы.
В годы Второй мировой войны актёр эвакуировался из блокадного Ленинграда с труппой театра в Пермь (тогда — город Молотов), где продолжал выступать на сцене. Там Леонид Сергеевич Леонтьев и скончался в 1942 году.

## Партии

### Первые исполнения
Леонид Леонтьев впервые исполнил партии:
- Арлекин в балете «Карнавал», поставленном балетмейстером М. М. Фокиным 20 февраля 1910 года на музыку Р. Шумана
- Пульчинелла в одноименном балете на музыку И. Стравинского по мотивам Перголези, поставленном Ф. В. Лопуховым 16 мая 1926 года
- отец Асака в балете «Ледяная дева», поставленном 27 апреля 1927 Ф. В. Лопуховым на музыку Э. Грига
- Дроссельмейер в новой постановке Ф. В. Лопуховым 27 октября 1928 года балета П. И. Чайковского «Щелкунчик».
- Учитель танцев в балете К. Корчмарёва «Крепостная балерина» поставленном Ф. В. Лопуховым 11 декабря 1927
- Ли Шанфу в постановке совместно с балетмейстерами Ф. В. Лопуховым и В. И. Пономарёвым 2 января 1929 года балета Р. Глиэра «Красный мак»
- Полицмейстер в постановке 26 октября 1930 года балетмейстерами В. И. Вайноненом, Л. В. Якобсоном и В. П. Чеснаковым балета Д. Шостаковича «Золотой век»
- Ленька в балете С. С. Прокофьева «Болт» постановленном 8 апреля 1931 года совместно с балетмейстерами Ф. В. Лопуховым и В. И. Пономарёвым
- Гаспар в балете Б. Асафьева «Пламя Парижа» поставленном В. Вайноненом к 15 годовщине Октябрьской революции 7 ноября 1932 года
- Камюзо в балете Б. Асафьева по повести О. Бальзака «Утраченные иллюзии» поставленном балетмейстером Р. Захаровым 3 января 1936 года
- Губернатор в балете на музыку А. Адана и А. Г. Рубинштейна, «Катерина», поставленном балетмейстером Л. М. Лавровским 30 января 1936.

### Партии в 1917—1941
- Франц в балете Лео Делиба «Коппелия»,
- Кузнечик и его друг Кузнечик-гуляка в балете Н. С. Кроткова «Капризы бабочки»,
- Пьеро в балете «Фея кукол» Й. Байера,
- Пьер в балете И. Армсгеймера «Привал кавалерии»,
- Колен и Никез в балете на музыку П. Л. Гертеля «Тщетная предосторожность»,
- Жан в балете К. Сен-Санса «Жавотта»
- Бернар в балете А. К. Глазунова «Раймонда»
- Петрушка и Арап в балете И. Стравинского «Петрушка»,
- Арлекин и Пьеро в балете «Арлекинада» Р. Дриго,
- Арлекин и Панталоне в балете «Карнавал», поставленном М. М. Фокиным на музыку Р. Шумана,
- Пьер Гренгуар и Квазимодо в балете Ц. Пуни «Эсмеральда», возобновлённом балетмейстером А. Вагановой
- Голубая птица, Кот в сапогах, фея Карабос в балете П. И. Чайковского «Спящая красавица».
- Гамаш и Санчо Панса в балете Людвига Минкуса «Дон Кихот» в редакции А. А, Горского,
- Ганс в балете А. Адана «Жизель»
- Хан и Иван-дурачок в балете Ц. Пуни «Конёк-Горбунок»,
- Исаак в балете А. Адана «Корсар»,
- па-де-труа в балете П. И. Чайковского «Лебединое озеро».

## Балетмейстер
Леонид Леонтьев проявил себя как балетмейстер в 1920-е годы, трудные для петроградского балета. Многие ведущие мастера эмигрировали, а балет в целом подвергался резкой критике, раздавались призывы полного его уничтожения как буржуазного искусства, иные требовали нового революционного содержания. Первым его опытом был перенос на петроградскую сцену 20 ноября 1920 года балета И. Стравинского «Петрушка», впервые поставленный М. Фокиным во время Русских сезонов 13 мая 1911 в театре «Шатле». В нём он исполнил с главную роль, ставшую его большим творческим достижением.
Леонтьев возобновил балеты: в 1923 году «Жавотта» К. Сен-Санса, в 1924 году «Времена года» А. К. Глазунова, 1 марта 1925 года «Царь Кандавл» Цезаря Пуни
24 апреля 1922 года поставил балет «Саломея» на музыку А. К. Глазунова, в 1929 году вместе с Ф. Лопуховым и В. Пономарёвым поставил «Красный мак» (Леонтьев ставил 3-е действие), в котором исполнил роль Ли Шанфу.
Ставил танцы в операх:
- «Пиковая дама» П. И. Чайковского, поставленная режиссёрами Бенуа и Купер 3 мая 1921 года
- «Риенци» Р. Вагнера поставленная режиссёром Петровым 7 ноября 1923 года
- " Царская невеста " Н. А. Римского-Корсакова, поставленная 10 апреля 1924
- «Бал-маскарад» Дж. Верди поставленная режиссёром Раппопортом 25 марта 1927 года
- «Гугеноты» Д. Мейербера, поставленная режиссёром Раппопортом 16 июня 1928
- «Лакме» Л. Делиба, поставленная режиссёром Дворищиным 26 декабря 1931

В 1930-е годы Л. Леонтьев не участвовал в постановках.

## Педагогическая деятельность
С 1911 по 1916 год и с 1918 по 1941 год преподавал в Петербуржском театральном — Ленинградском хореографическом училище. В 1918-20 — был заведующим училища. Среди его учеников — А. Вильтзак, Дж. Баланчин (Г. Баланчивадзе), Б. Шавров, М. Дудко, А. Лопухов, В. Вайнонен, М. Михайлов, Н. Зубковский, Б. Фенстер, Л. Петров, Р. Славянинов, А. Я. Шелест.

## Драматический актёр
Участвовал в спектаклях Ленинградского театра им. А. С. Пушкина. В частности в комедии А. В. Сухово-Кобылина «Свадьба Кречинского» играл Счастливцева и Расплюева.